# Maurice d'Hulst
 (novembre 2021).
Si vous disposez d'ouvrages ou d'articles de référence ou si vous connaissez des sites web de qualité traitant du thème abordé ici, merci de compléter l'article en donnant les références utiles à sa vérifiabilité et en les liant à la section « Notes et références ».
Maurice Le Sage d'Hauteroche d'Hulst est un prélat, un auteur et un prédicateur catholique, né à Paris le 10 octobre 1841 et mort à Paris le 6 novembre 1896. Fondateur et premier recteur de l'Institut catholique de Paris, il fut aussi député du Finistère et prélat domestique du pape. On le désigne souvent comme « Mgr d'Hulst ».

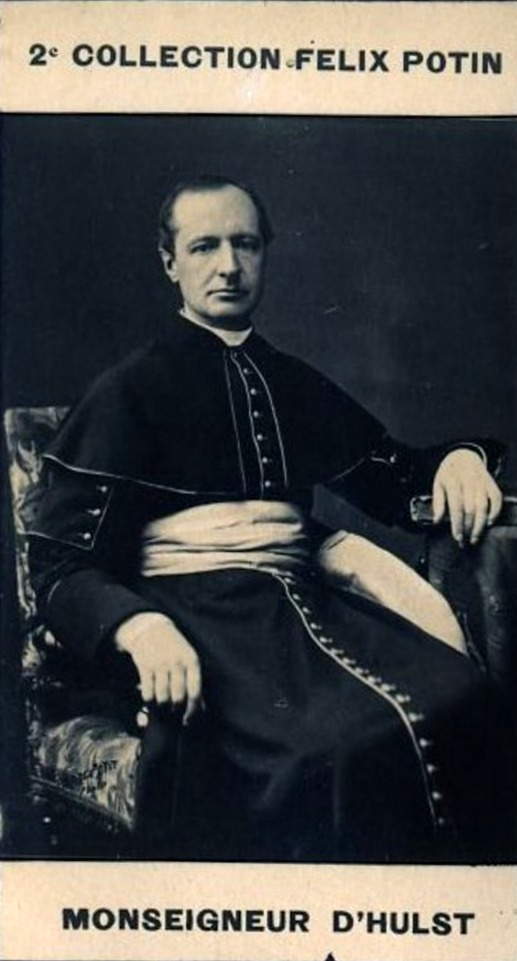

## Biographie
Après de brillantes études au collège Stanislas, Maurice d'Hulst entra au séminaire Saint-Sulpice et termina ses études à Rome, où il fut reçu docteur en théologie. À son retour, il travailla quelque temps comme vicaire dans la paroisse populaire de Saint-Ambroise. Pendant la guerre de 1870, il servit comme aumônier, engagé volontaire. En 1873, le cardinal Guibert l'appela pour participer à l'administration du diocèse, mais il fut surtout occupé par la fondation et l'organisation de l'université catholique libre, que les évêques avaient ouverte à Paris après le vote de la loi du 12 juillet 1875, accordant la liberté à l'enseignement supérieur. Il en devint recteur en 1880 et accéda à la prélature domestique grâce au pape Léon XIII l'année suivante. Pendant quinze ans, il se consacra à son développement dans tous les domaines d'études ; soucieux de son orthodoxie, il n'en avait pas moins le souci de la mettre en accord avec les besoins du progrès scientifique. En 1891, il succéda au père Monsabré dans la chaire de Notre-Dame de Paris et y prêcha les conférences de Carême six ans de suite, sur les bases de la morale chrétienne et du Décalogue. En 1892, il fut élu député du Finistère à la mort de Mgr Freppel. Bien que royaliste par tradition de famille, Mgr d'Hulst n'hésita pas à apporter son appui à la République quand le pape Léon XIII le demanda aux catholiques français. Outre tous ces travaux, il fut un directeur de conscience infatigable. Il mourut en pleine activité, à 55 ans, après une courte maladie, regretté de l'Église française tout entière.

## Œuvres
Il se sentait incliné vers les études philosophiques. Par ses paroles et par ses écrits, il entendait se placer au service de la religion, de l'éducation et de la charité ; mais ses principaux efforts tendaient à relever dans le clergé français le niveau des études, surtout celle des sciences sacrées. À ce sujet, le 15 octobre 1885, il lança un appel en faveur d'une science chrétienne, afin de faire cesser le malentendu entre les sciences de la nature et la foi. Il réalisa alors un important travail en organisant les Congrès scientifiques internationaux pour les catholiques, approuvés par Léon XIII en 1887. Plusieurs congrès eurent lieu, à Paris le 8 avril 1888, à Paris en avril 1891, à Bruxelles en 1894, à Fribourg en 1897, à Munich en 1900. C'est en grande partie grâce à son action qu'au début du XXe siècle l'image de la « science catholique » s'est améliorée ».
Comme orateur, ses mots étaient un peu froids et didactiques, mais très clairs, précis et lourds de sens. Outre deux biographies, la Vie de la Mère Marie-Thérèse (Paris, 1872) et la Vie de Juste de Bretenières (Paris, 1892), il a écrit L'Éducation supérieure (Paris, 1886) ; Le droit chrétien et le droit moderne, un commentaire de l'Encyclique Immortale de Léon XIII (Paris, 1886), un volume de Mélanges philosophiques (2e édition 1903) ; et aussi publié deux volumes de Mélanges oratoires (Paris, 1891 et 1892) et les six volumes de ses Conférences de Notre-Dame, enrichis de notes et d'appendices (Paris, 1891-96). Il est impossible de mentionner les nombreux articles auxquels il a contribué dans les revues de son époque, mais parmi les plus importants nous pouvons citer l'« Examen de conscience de Renan » ; « Une âme royale et chrétienne » (nécrologie du comte de Paris) et « La Question biblique ». La plupart de ses discours occasionnels ont été recueillis et publiés par l'abbé Odelin dans les quatre volumes intitulés Nouveaux Mélanges oratoires (Paris, 1900-1907). Mgr Baudrillart, son successeur à la tête de l'Institut catholique, après le rectorat de Mgr Péchenard, a publié une collection de Lettres de Direction de Mgr d'Hulst.

### Sources et bibliographie
- Cet article est partiellement ou en totalité issu d'une traduction de l'article de la « Catholic Encyclopedia » en anglais : Maurice Le Sage d'Hauteroche d'Hulst (édition de 1913, domaine public).
- A la mémoire de Mgr Maurice Lesage d'Hauteroche d'Hulst. Lettre de son Em. le Cardinal Richard. Oraison funèbre par Mgr Touchet. Discours de M. le Comte de Mun. Allocution de M. l'Abbé Clerval. Paris, Ch. Poussielgue, 1896, 51 pages.
- Cardinal Alfred Baudrillart. Vie de Mgr d'Hulst. Gigord, 1912.
- Cordonnier (chanoine). Monseigneur D'Hulst; sa vie, ses luttes, son rayonnement 1841 - 1896 Grasset, 1952, 355pp.
- Beretta, Francesco. Monseigneur d'Hulst et la science chrétienne. Portrait d'un intellectuel. Préface de Mgr P. Valdrini. Beauchesne, 1997.
- Bressolette, Claude. « Monseigneur d'Hulst, premier recteur de l'Institut Catholique de Paris ». Revue de l'Institut catholique de Paris, 1997, no63, p. 103-126.
- « Monseigneur d'Hulst : fondateur de l'Institut catholique de Paris », Actes du colloque de Paris, 21-22 novembre 1996, Institut catholique de Paris. UER de théologie et de sciences religieuses, Claude Bressolette, préfacier, Beauchesne (Paris), 1998.
- « Maurice d'Hulst », dans le Dictionnaire des parlementaires français (1889-1940), sous la direction de Jean Jolly, PUF, 1960 [détail de l’édition]